# Premio Compasso d'oro 1964
Il premio Compasso d'oro 1964 è stata la 8ª edizione della cerimonia di consegna del premio Compasso d'oro, la prima organizzata dalla Associazione per il disegno industriale.

## Giuria
La giuria era composta da:
- Dante Giacosa
- Vittorio Gregotti
- Augusto Morello
- Bruno Munari
- Gino Valle

## Premiazioni

### Compasso d'oro
| Designer                                                                    | Prodotto                                                | Azienda                     | Immagine |
| --------------------------------------------------------------------------- | ------------------------------------------------------- | --------------------------- | -------- |
| Mario Bellini                                                               | CMC7-7004, macchina marcatrice di caratteri magnetici   | Olivetti                    |          |
| Achille Castiglioni e Pier Giacomo Castiglioni                              | Spinamatic, spillatore per birra                        | Poretti Spa                 |          |
| Franco Albini e Franca Helg in collaborazione con Antonio Piva e Bob Noorda | Segnaletica e allestimento della metropolitana milanese | Metropolitana Milanese      |          |
| Marco Zanuso in collaborazione con Richard Sapper                           | K 1340, seggioline,                                     | Kartell                     |          |
| Rodolfo Bonetto                                                             | Sferyclock: sveglia.                                    | F.lli Borletti Spa          |          |
| Massimo Vignelli                                                            | Compact, servizio di melammina                          | Articoli Plastici elettrici |          |